# Blaps heydeni
Blaps heydeni – gatunek chrząszcza z rodziny czarnuchowatych i podrodziny Tenebrioninae.
Gatunek ten został opisany w 1880 roku przez Vincenta Allarda. Klasyfikowany jest w grupie gatunków B. alternans. Badania przeprowadzone przez Condamine i współpracowników wykazały jego siostrzaną pozycję względem kladu obejmującego B. antennalis, B. tingitana i B. alternans. Z analiz przeprowadzonych w 2013 roku wynika, że linie ewolucyjne B. heydeni i wspomnianego kladu rozeszły się pod koniec miocenu.
Chrząszcz znany z Algierii i Maroka.